# نادي السنية
نادي السنية الرياضي هو فريق كرة قدم عراقي مقره في السنية في محافظة القادسية، يلعب في الدوري العراقي الدرجة الثالثة.

## روابط خارجية
- أندية العراق - تواريخ التأسيس